# 2003 au Liban
Chronologie du Liban
- 1999
- 2000
- 2001
- 2002
- 2003
- 2004
- 2005
- 2006
- 2007

Cet article présente les faits marquants de l'année 2003 au Liban ou concernant ce pays.

## Évènements
- En 2003, Ali Hussein Saleh, responsable de la sécurité du Hezbollah est tué à Beyrouth dans un attentat à la voiture piégée[1]. Selon le journal Le Monde, Israël «nie toute implication dans cette action mais, de source sécuritaire citée par l'AFP, on indique qu'Ali Hussein Saleh était considéré comme un agent de liaison entre l'Iran et les mouvements radicaux palestiniens»[2].
- 1er février : le conseil de sécurité de l'ONU adopte à l'unanimité la résolution 1461 qui prolonge de six mois le mandat de la FINUL[3].

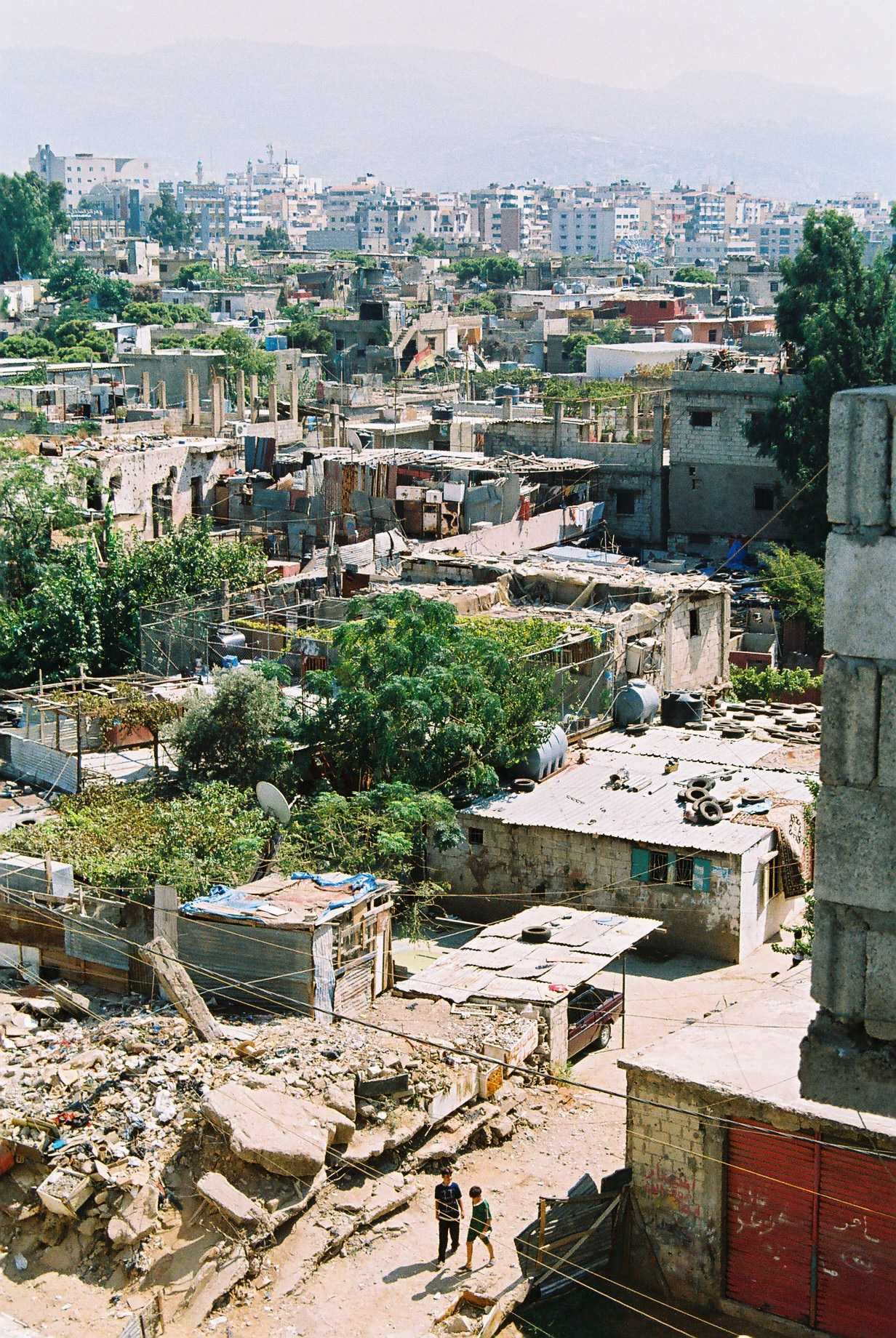
Shatila en 2003.

- 19 novembre : le conseil de sécurité de l'ONU adopte la résolution 1515, qui rappelle les résolutions antérieures (242, 338 et 1397), souligne la "nécessité de parvenir à une paix complète, juste et durable au Moyen-Orient, y compris sur les volets israélo-syrien et israélo-libanais"[4].